# Var (département)
Pour les articles homonymes, voir Var.
Le Var (/vaʁ/) est un département français en région Provence-Alpes-Côte d'Azur, qui doit son nom au fleuve côtier  qui constituait jadis la limite orientale du département mais ne l'arrose plus aujourd'hui. 
Il est le seul département français à avoir eu dans l'histoire quatre chefs-lieux différents : Brignoles, Grasse, Draguignan et enfin Toulon. Le chef-lieu du département est Toulon, tandis que Draguignan et Brignoles en sont les sous-préfectures. En 1860, l'arrondissement de Grasse, alors sous-préfecture du Var, est détaché pour constituer le nouveau département des Alpes-Maritimes. Les habitants du Var sont appelés les Varois. L'Insee et La Poste lui attribuent le code 83.

## Nom
Le département du Var tire son nom du fleuve Var qui constituait autrefois sa limite orientale, avant le rattachement du comté de Nice à la France et l'incorporation de l'arrondissement de Grasse au sein du nouveau département des Alpes-Maritimes. Depuis, le département porte le nom d'un cours d'eau qui ne coule pas sur son territoire, cas unique en France.
Plusieurs projets de changement de nom du département furent proposés, sans résultats. Parmi ceux-ci figurait celui de rebaptiser le Var en département de l'Argens, du nom du principal fleuve traversant le département, d'ouest en est, ou encore « Côtes-du-Sud ». Mais, pour l'heure, le département conserve le nom sous lequel il est connu, notamment à l'extérieur du territoire.

## Géographie
Le Var fait partie de la région Provence-Alpes-Côte d'Azur. Il est limitrophe des départements des Bouches-du-Rhône à l'ouest, de Vaucluse (sur 600 m environ), des Alpes-de-Haute-Provence au nord, des Alpes-Maritimes à l'est, et est baigné par la mer Méditerranée au sud.
Le département du Var a une superficie de 6 032 km2 avec 432 km de littoral (îles incluses). 58,3 % de la superficie est boisée soit 351 706 ha, pour un taux moyen de 39,4 % pour la région Provence – Alpes - Côte d’Azur. 14 % de la superficie, soit 83 000 ha, est utilisée par l'agriculture.
Le Var possède un relief varié avec une partie calcaire sur tout l'ouest d'un axe Toulon-Draguignan, et une partie cristalline à l'est. Les principaux massifs sont :
- Le massif des Maures (point culminant à 776 mètres) et le massif de l'Esterel (point culminant à 618 mètres) qui sont de sol cristallin.
- À l’ouest du département se trouve le massif de la Sainte-Baume (point culminant 1 148 m).
- Au nord-est du département, la montagne de Lachens (1 712 m) est le point culminant du département.

Paysages du Var :
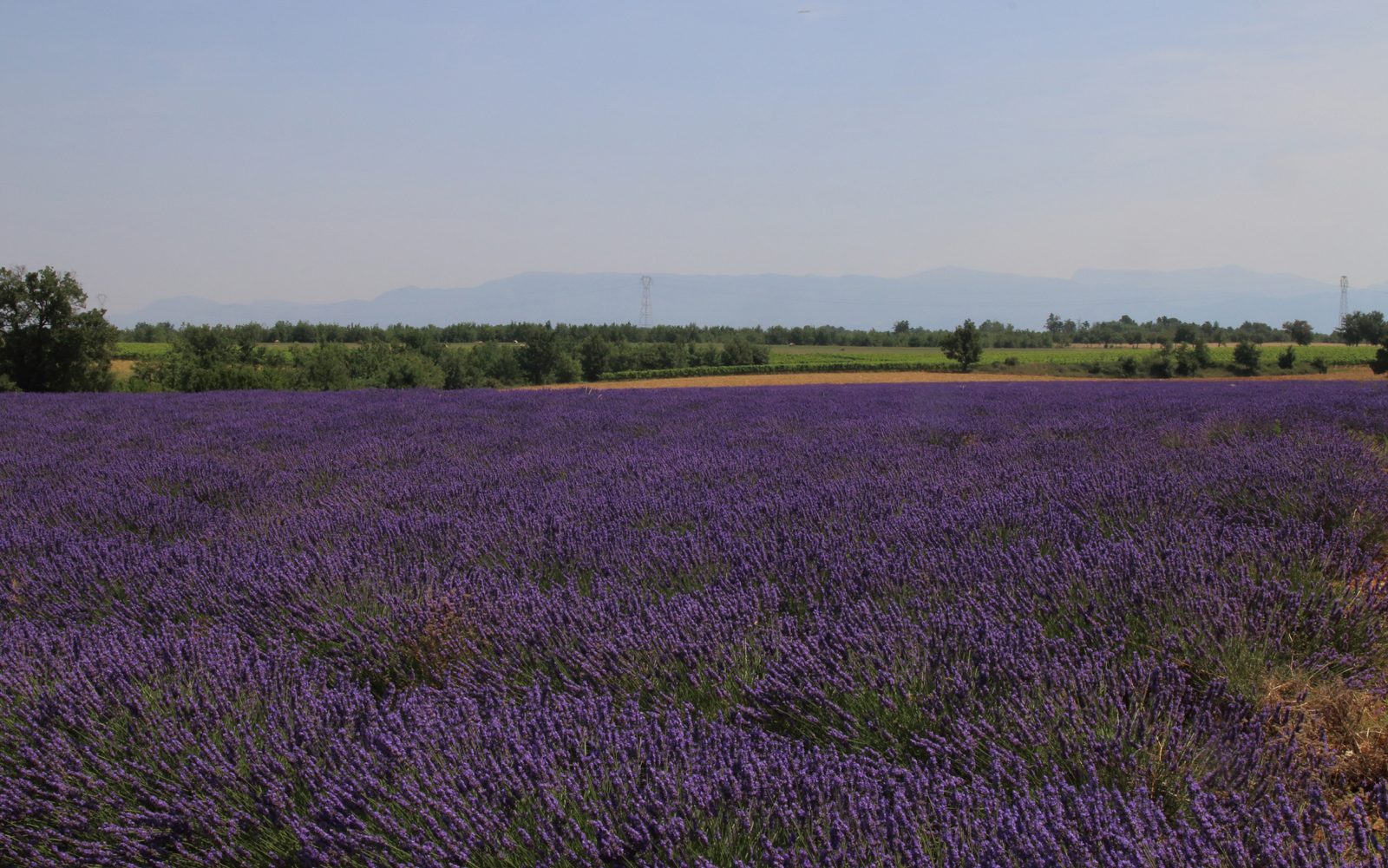
Champ de lavande.
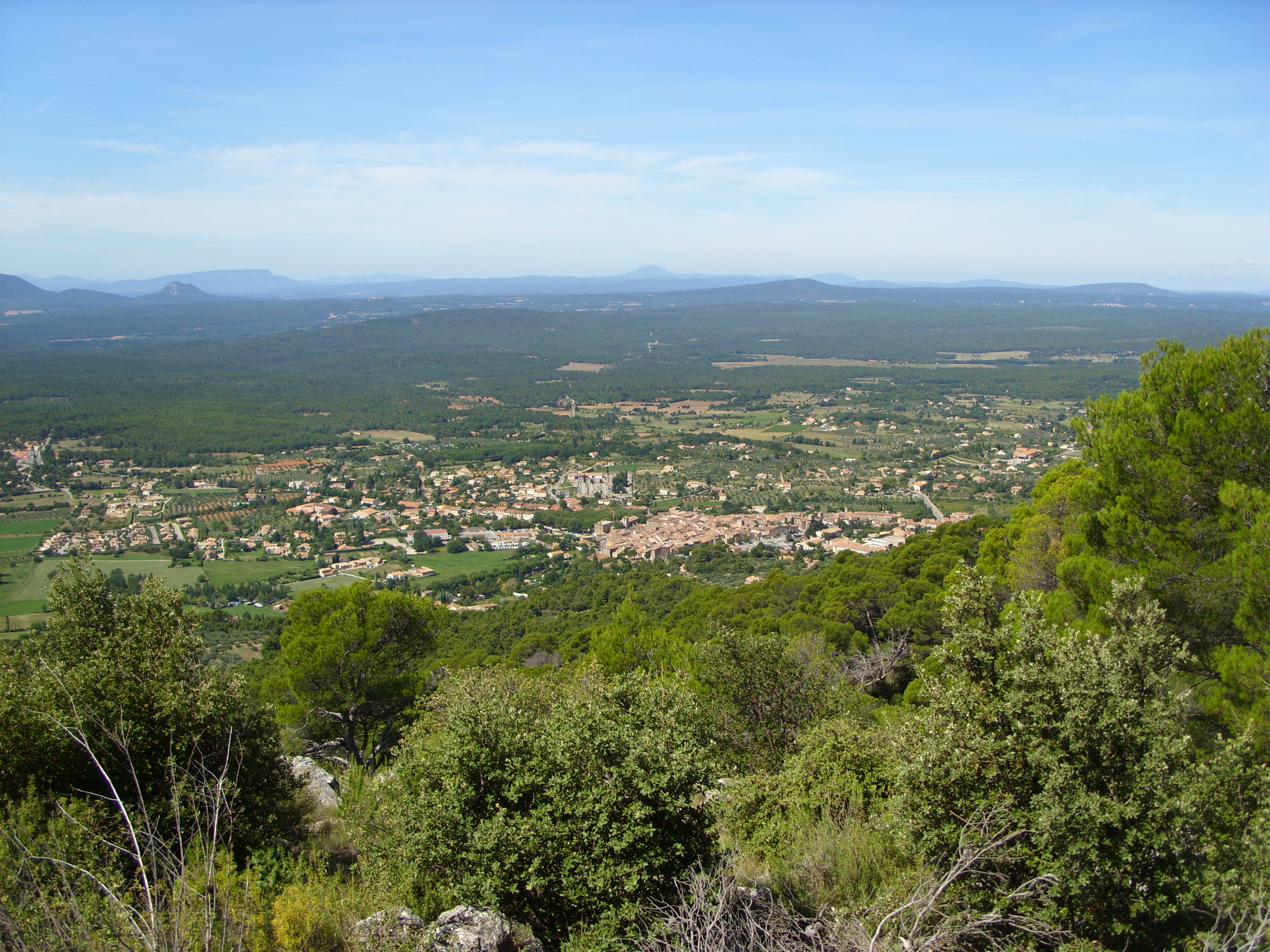
Aups, dans le nord.
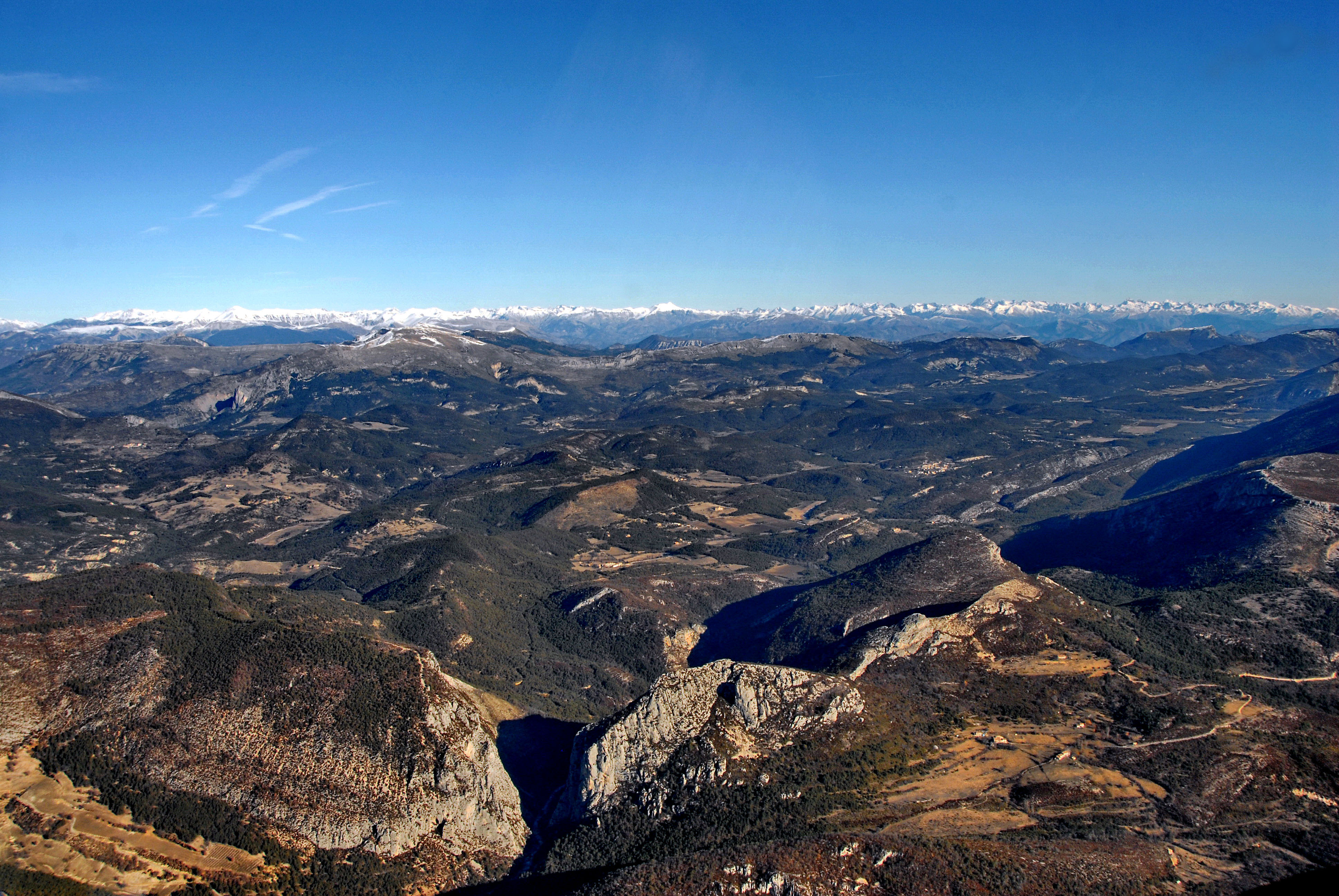
La Martre, au nord-est.
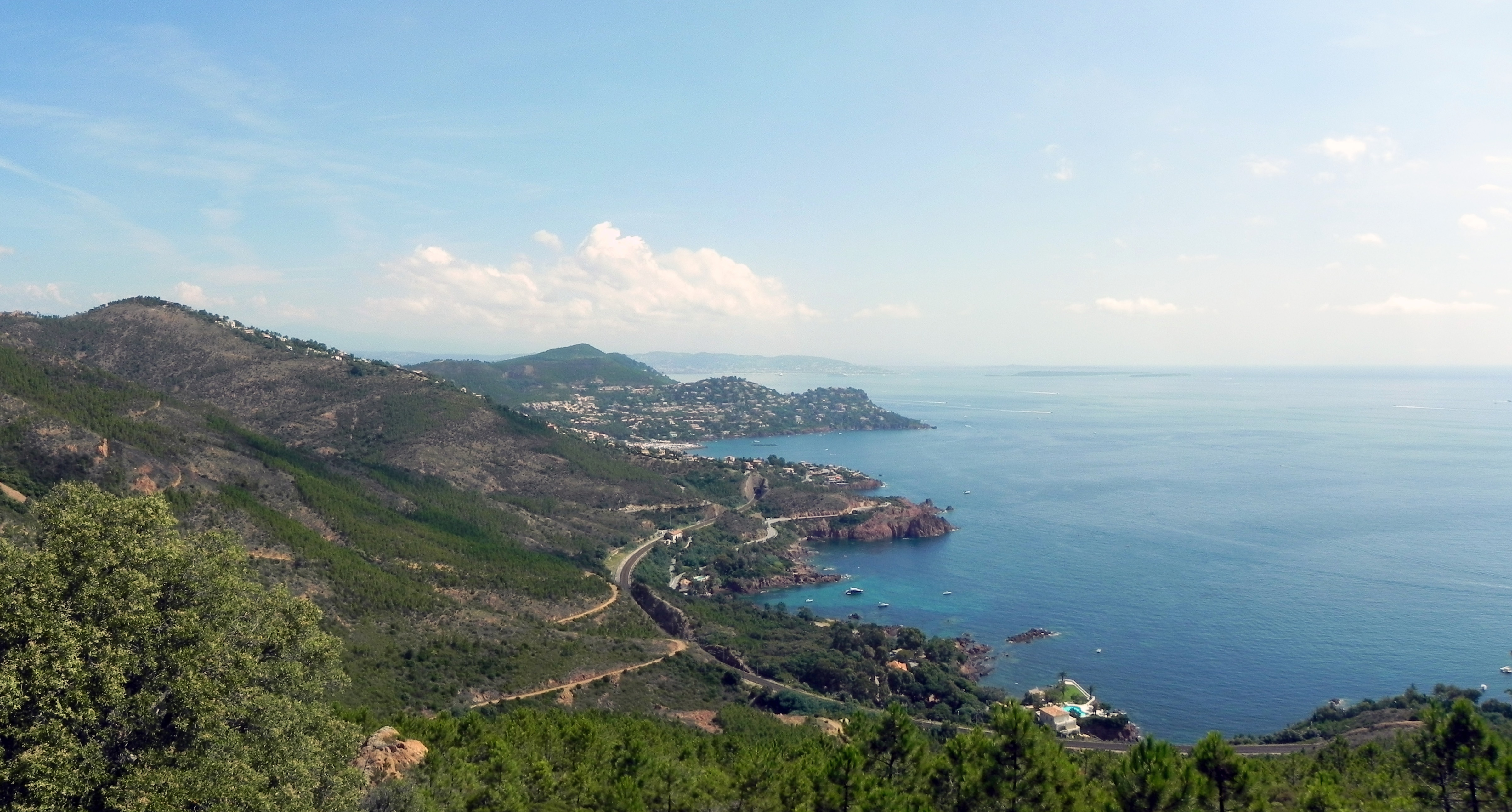
Le Trayas à Saint-Raphaël, au sud-est.

## Climat

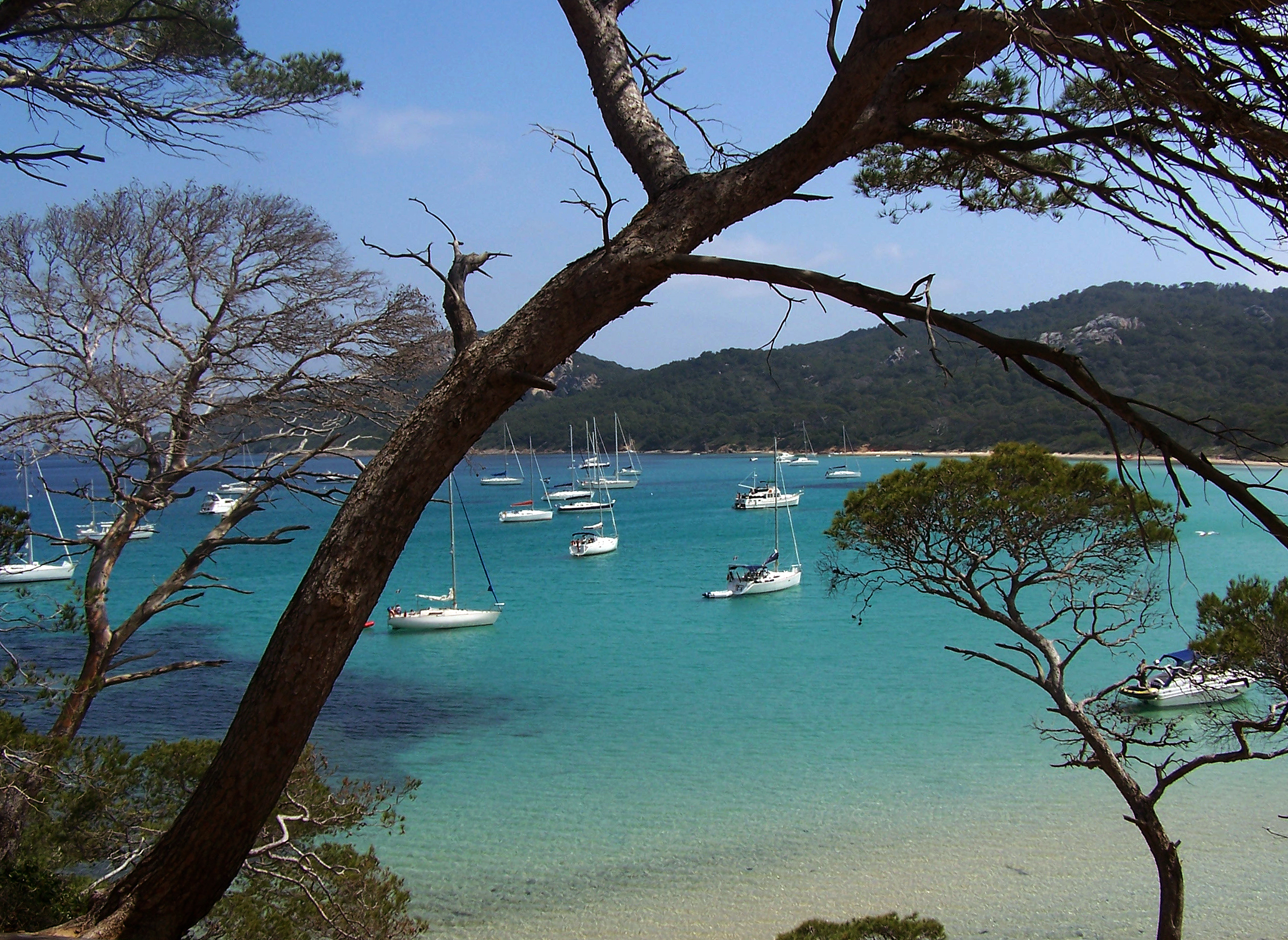
Plage de la Courtade à Porquerolles.

Avec un climat méditerranéen, le Var est habitué aux fortes chaleurs. En 2003 lors de la canicule et en juillet-août 2005, les pics de chaleurs ont été tels que de nombreux feux se sont déclarés, emportant notamment une grande partie de la végétation du Massif des Maures. La Garde-Freinet et le Plan-de-la-Tour ont été très sévèrement touchés. Si certains feux furent accidentels, d'autres mises à feu furent volontaires en plusieurs endroits de la région.
Toulon est statistiquement la ville de France métropolitaine la plus ensoleillée.
Les fortes précipitations d'automne amènent à des inondations, régulièrement dévastatrices. Entre 1983 et 2003, 743 communes du département (sur plus de 900) ont été concernées par au moins un arrêté de catastrophe naturelle. Ces inondations sont dues aux caractéristiques climatiques de la région, qui favorisent des pluies rares mais de très forte intensité, donnant lieu à des crues soudaines et brutales. Ces phénomènes provoquent des dégâts importants en raison de la forte urbanisation des zones inondables, suscitée par la pression foncière très importante.

## Histoire

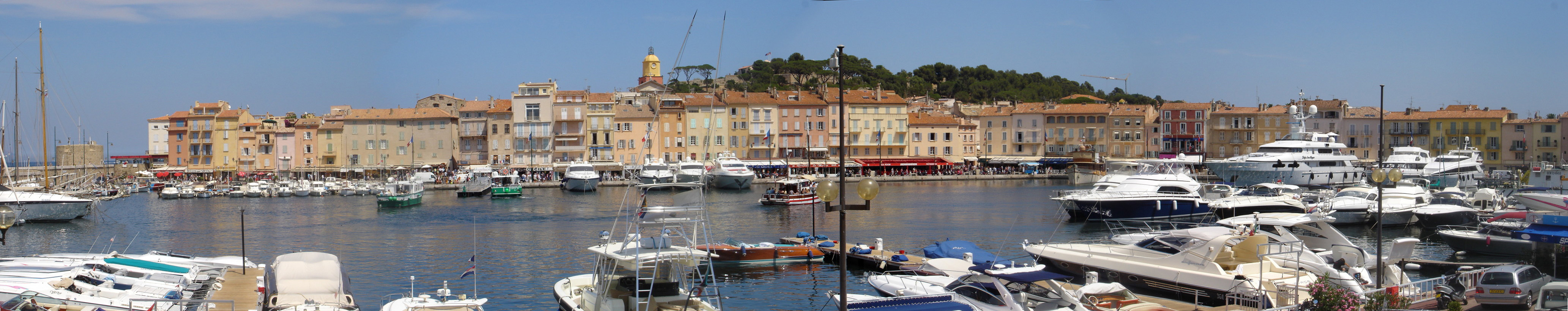
Saint-Tropez

Carte du département du Var en 1790

Le département a été créé à la Révolution française, le 4 mars 1790 (décret du 26 février 1790) en application de la loi du 22 décembre 1789, à partir d'une partie de la province de Provence.
Son chef-lieu, d'abord fixé à Toulon, fut déplacé pour punir les Toulonnais d'avoir livré leur ville aux Britanniques en 1793. Grasse devint alors chef-lieu, remplacée à son tour par Brignoles en 1795 puis Draguignan en 1797.
Le département suivit les progrès de la Révolution française avec intérêt, comme en témoigne le nombre de sociétés populaires, 115 en 1794. De la même façon, 96 % des prêtres acceptent de prêter serment à la constitution civile du clergé.
À partir de 1795, une administration centrale est instaurée dans chaque département, de même qu'une administration locale dans chaque canton.
En 1800, Napoléon Bonaparte réforme en profondeur l'organisation de l'État. L'administration du département est confiée au préfet.

Après la victoire des coalisés à la bataille de Waterloo (18 juin 1815), le département est occupé par les troupes autrichiennes de juin 1815 à novembre 1818 (voir occupation de la France à la fin du Premier Empire).

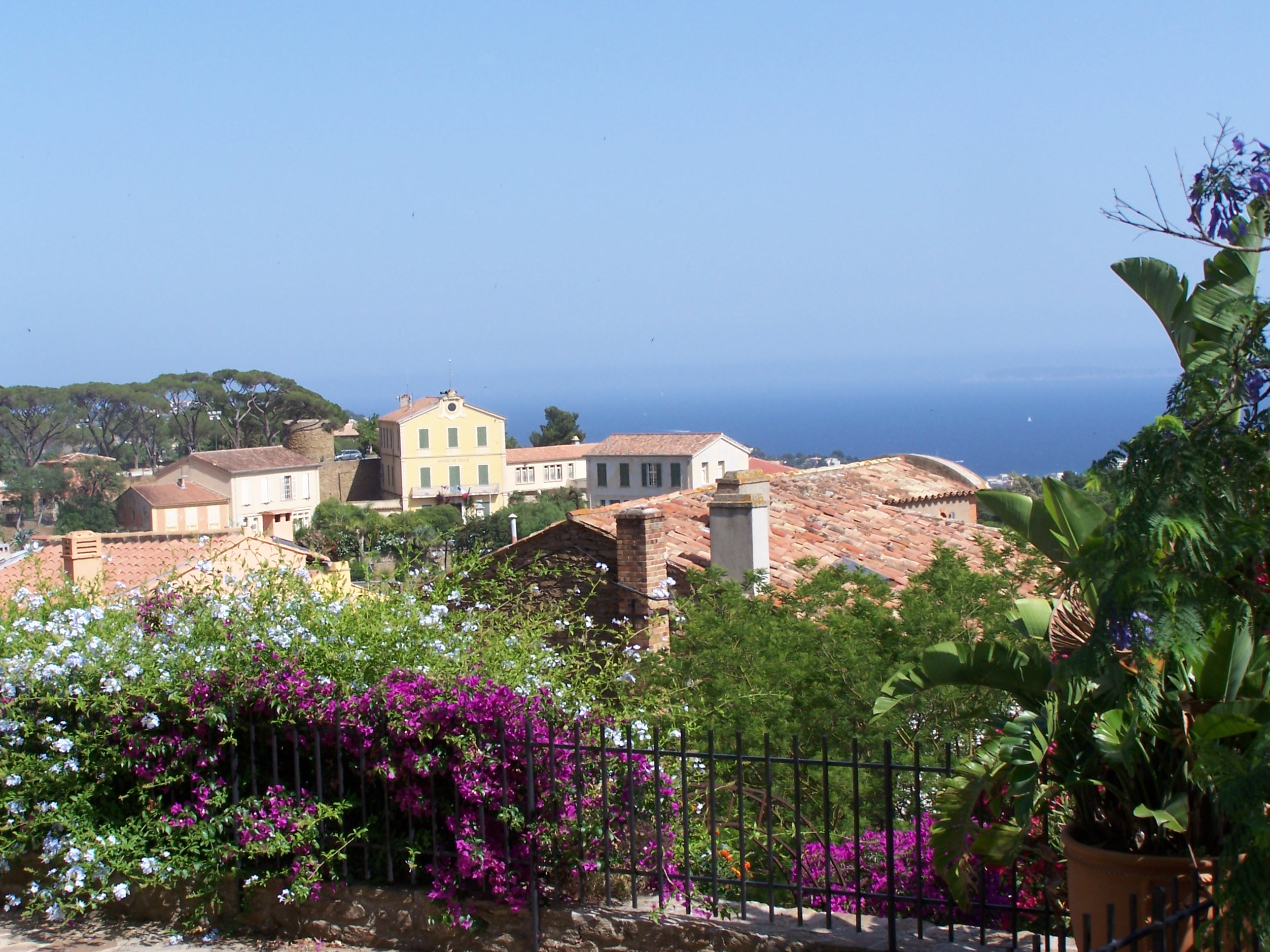
Bormes-les-Mimosas

Le département est très à gauche sous la Deuxième République. Lorsque le président Louis-Napoléon Bonaparte fait son coup d’État, le 2 décembre 1851, le département se soulève, avant que les troupes insurgées soient dispersées par l’armée. Le chemin de fer parvient à Toulon en 1859. Lors de la création des Alpes-Maritimes en 1860, après l'annexion à la France du comté de Nice, le Var est amputé de sa partie la plus orientale, qui constitua l'arrondissement de Grasse dans le nouveau département. À la suite de cette modification, le Var ne coule plus dans le département auquel il a donné son nom.
En 1884, le choléra endeuille Toulon. À cette occasion, Georges Clemenceau, médecin, se fait connaître comme « l'homme qui affronte l'épidémie ». Alors député de la Seine, il plaide la cause du Var à la Chambre. Apparemment adopté par les Varois, il sera leur député de 1888 à 1893 puis sénateur de 1902 à 1920.
Au XXe siècle, la guerre de 1914-1918 stimule la production industrielle intéressant la défense nationale, mais elle frappe notamment les industries alimentaires.
Le département est occupé par l’Italie fasciste de novembre 1942 à septembre 1943. En 1942, l'armée allemande envahit la zone sud, et occupe le département du Var en 1944. Le 15 août de cette année, dans la nuit, des commandos français débarquent au Cap Nègre, au Trayas, à Saint-Tropez, à Sainte-Maxime ou encore à Saint-Raphaël (voir débarquement de Provence). La flotte revient à Toulon le 13 septembre.
Finalement, Toulon redevient préfecture du département par décret du 4 décembre 1974. Le conseil général suit plus tard[Quand ?].
Le Var a été une terre d'accueil pour les rapatriés d'Algérie (environ 100 000). Les séquelles de la lutte pour l’Algérie française et l'abandon des Harkis, leurs conditions lamentables d'accueil voire leur renvoi en Algérie ont cependant laissé des traces sur la vie politique locale.

## Économie
Le Var est un territoire en plein développement, tant sur le plan économique que démographique, notamment grâce à son cadre de vie. La principale source de revenus est le tourisme.
L'agriculture du Var s'engage depuis quelques années dans une nouvelle voie, la terre cultivée est exclusivement consacrée aux productions suivantes : fleurs, fruits, primeurs, vin et huile d'olive. L'industrie varoise développe d'autre part des investissements liés aux énergies renouvelables, notamment dans le photovoltaïque comme le site pilote de Cotignac.
Le département possède deux centres économiques. Le premier est situé dans la région de Toulon, où se trouve une grande industrie compétitive. L'autre centre économique se situe à Fréjus-Saint-Raphaël, spécialisé dans les services (immobilier, finances, gestions de fortunes…) et dans les hautes technologies (avec notamment le siège français du fabricant de casques GPA).

## Démographie
Les habitants du Var se nomment les Varois.

En 2022, le département comptait 1 108 364 habitants, en évolution de +4,98 % par rapport à 2016 (France hors Mayotte : +2,11 %).
| 1791 | 1801    | 1806    | 1821 | 1826 | 1831    | 1836    | 1841    | 1846 |
| ---- | ------- | ------- | ---- | ---- | ------- | ------- | ------- | ---- |
| -    | 271 703 | 283 296 | -    | -    | 321 686 | 323 404 | 328 010 | -    |

| 1851    | 1856    | 1861    | 1866    | 1872    | 1876    | 1881    | 1886    | 1891    |
| ------- | ------- | ------- | ------- | ------- | ------- | ------- | ------- | ------- |
| 357 967 | 371 820 | 315 526 | 308 550 | 293 757 | 295 763 | 288 577 | 283 689 | 288 336 |

| 1896    | 1901    | 1906    | 1911    | 1921    | 1926    | 1931    | 1936    | 1946    |
| ------- | ------- | ------- | ------- | ------- | ------- | ------- | ------- | ------- |
| 309 179 | 326 384 | 324 638 | 330 755 | 322 945 | 347 932 | 377 104 | 398 662 | 370 688 |

| 1954    | 1962    | 1968    | 1975    | 1982    | 1990    | 1999    | 2006    | 2011      |
| ------- | ------- | ------- | ------- | ------- | ------- | ------- | ------- | --------- |
| 413 012 | 469 557 | 555 926 | 626 093 | 708 331 | 815 449 | 898 441 | 985 099 | 1 012 735 |

| 2016      | 2021      | 2022      | - | - | - | - | - | - |
| --------- | --------- | --------- | - | - | - | - | - | - |
| 1 055 821 | 1 095 337 | 1 108 364 | - | - | - | - | - | - |

La zone urbaine de Toulon, concentre une grande partie de la population. Le Var comprend quatre villes de plus de 50 000 habitants et sept villes de plus de 30 000 habitants.
Le Var est le département de Provence-Alpes-Côte d’Azur comptant la plus grande proportion de personnes âgées de soixante ans et plus, à savoir plus de 30 % de la population du département (contre 27 % au niveau régional et 24 % au niveau national). Par ailleurs, les aînés de 75 ans et plus représentent près de 12 % de la population varoise (environ 120 000 personnes au 1er janvier 2012).

### Communes les plus peuplées
| Nom                           | Code Insee | Intercommunalité                          | Superficie (km2) | Population (dernière pop. légale) | Densité (hab./km2) | Modifier                                    |
| ----------------------------- | ---------- | ----------------------------------------- | ---------------- | --------------------------------- | ------------------ | ------------------------------------------- |
| Toulon                        | 83137      | Métropole Toulon-Provence-Méditerranée    | 42,84            | 180 834 (2022)                    | 4 221              | modifier les données · modifier les données |
| La Seyne-sur-Mer              | 83126      | Métropole Toulon-Provence-Méditerranée    | 22,17            | 62 905 (2022)                     | 2 837              | modifier les données · modifier les données |
| Fréjus                        | 83061      | CA Estérel Côte d'Azur Agglomération      | 102,27           | 58 499 (2022)                     | 572                | modifier les données · modifier les données |
| Hyères                        | 83069      | Métropole Toulon-Provence-Méditerranée    | 132,38           | 55 384 (2022)                     | 418                | modifier les données · modifier les données |
| Draguignan                    | 83050      | CA Dracénie Provence Verdon agglomération | 53,75            | 40 789 (2022)                     | 759                | modifier les données · modifier les données |
| Six-Fours-les-Plages          | 83129      | Métropole Toulon-Provence-Méditerranée    | 26,58            | 36 843 (2022)                     | 1 386              | modifier les données · modifier les données |
| Saint-Raphaël                 | 83118      | CA Estérel Côte d'Azur Agglomération      | 89,59            | 36 632 (2022)                     | 409                | modifier les données · modifier les données |
| La Garde                      | 83062      | Métropole Toulon-Provence-Méditerranée    | 15,54            | 26 316 (2022)                     | 1 693              | modifier les données · modifier les données |
| La Valette-du-Var             | 83144      | Métropole Toulon-Provence-Méditerranée    | 15,50            | 23 660 (2022)                     | 1 526              | modifier les données · modifier les données |
| La Crau                       | 83047      | Métropole Toulon-Provence-Méditerranée    | 37,87            | 19 416 (2022)                     | 513                | modifier les données · modifier les données |
| Sanary-sur-Mer                | 83123      | CA Sud Sainte Baume                       | 19,23            | 17 938 (2022)                     | 933                | modifier les données · modifier les données |
| Brignoles                     | 83023      | CA de la Provence Verte                   | 70,53            | 17 846 (2022)                     | 253                | modifier les données · modifier les données |
| Saint-Maximin-la-Sainte-Baume | 83116      | CA de la Provence Verte                   | 64,13            | 17 691 (2022)                     | 276                | modifier les données · modifier les données |
| Roquebrune-sur-Argens         | 83107      | CA Estérel Côte d'Azur Agglomération      | 106,10           | 15 006 (2022)                     | 141                | modifier les données · modifier les données |
| Sainte-Maxime                 | 83115      | CC du golfe de Saint-Tropez               | 81,61            | 14 394 (2022)                     | 176                | modifier les données · modifier les données |

### Principales aires urbaines
- Aire urbaine de Toulon : 607 681 habitants,
- Aire urbaine de Fréjus : 130 456 habitants,
- Aire urbaine de Draguignan : 102 590 habitants,
- Aire urbaine de Brignoles : 23 793 habitants,
- Aire urbaine de Saint-Maximin-la-Sainte-Baume : 19 543 habitants.

### Arrondissements
| Nom                          | Code Insee | Superficie (km2) | Population (dernière pop. légale) | Densité (hab./km2) | Modifier             |
| ---------------------------- | ---------- | ---------------- | --------------------------------- | ------------------ | -------------------- |
| Arrondissement de Brignoles  | 833        | 2 518,30         | 190 660 (2022)                    | 76                 | modifier les données |
| Arrondissement de Draguignan | 831        | 2 220,80         | 323 222 (2022)                    | 146                | modifier les données |
| Arrondissement de Toulon     | 832        | 1 233,50         | 594 482 (2022)                    | 482                | modifier les données |
| Var                          | 83         | 5 973,00         | 1 108 364 (2022)                  | 186                | modifier les données |

## Culture
- Les Médiévales, chaque été à Brignoles ;
- Festival de théâtre de Ramatuelle, initié par Jean-Claude Brialy ;
- Festival Les Voix du Gaou à Six-Fours-les-Plages (1997-2015);
- Festival de la télévision et le Festival de piano de Saint-Tropez ;
- Festival de la bande dessinée de Roquebrune-sur-Argens ;
- Festival de la bande dessinée de Solliès-Ville ;
- Festival de théâtre In Situ de Carqueiranne ;
- Festival international de piano Musique à la Cour (Solliès-Pont) au mois d'août ;
- La Pastorale de Tourtour, mise en scène du texte d'Yvan Audouard La Pastorale des santons de Provence, montée, jouée et chantée par les habitants de Tourtour ;
- La fête de l'olivier à Ollioules le premier week-end d'octobre ;
- La fête de la figue à Solliès-Pont le dernier week-end d'août ;
- Festival de Néoules à Néoules, association Chemins pluriels ;
- La fête du St Hermentaire (ou Corso Fleuri) à Draguignan. Tous les ans pour fêter la victoire de la bataille entre Saint Hermentaire et le Dragon, la cité du Dragon organise le Corso Fleuri fin mai. Le corso fleuri est un défilé de chars décorés de fleurs de papiers que ce soit l'après-midi (vers 16 h) ou en soirée (vers 20 h, suivi d'un feu d'artifice). En période de corso, la ville organise une fête foraine qui dure une semaine.
- Le Festival du château à Solliès-Pont : Le festival accueille des artistes musicaux et des humoristes chaque année début juillet.
- La fête de la courge à Rians.
- La fête du miel des Arcs-Sur-Argens ;
- La fête de Sainte-Maxime au mois de mai.
- Le mondial de la moule au Pradet au mois de septembre.

## Cultes
- Les limites actuelles du département correspondent aux limites du diocèse de Fréjus-Toulon[17] dont l'évêché se trouve à Toulon, et qui a actuellement comme évêque Dominique Rey.

## Tourisme

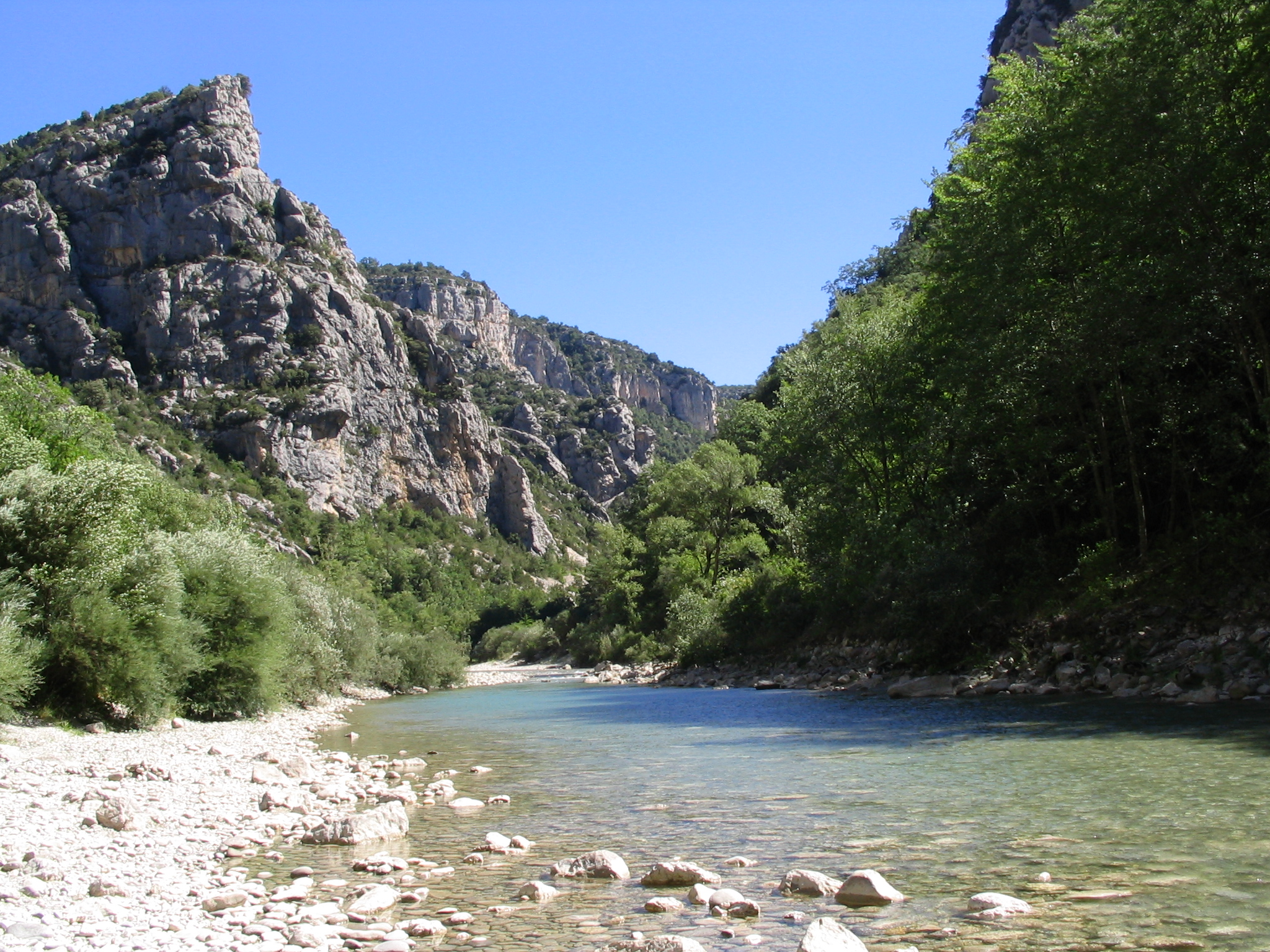
Les gorges du Verdon.

Le Var (comme la plupart des départements de la côte méditerranéenne) est une importante destination touristique, notamment en période estivale (tourisme balnéaire). On peut en particulier y visiter les caves et les vignobles de Bandol, voir les villages perchés du pays de Fayence (Montauroux, Fayence, Callian, Seillans, Tourrettes, Saint-Paul-en-Forêt, Mons, Tanneron), faire une randonnée dans le massif de l'Esterel, de la planche à voile sur la presqu'île de Giens, ou prendre un bateau pour l'île de Porquerolles ou le parc naturel sous-marin de l'île de Port-Cros. La plage de Cavalaire-sur-Mer est également la plus longue plage de sable de la côte. La ville de Saint-Tropez est aussi située dans le Var.
Le nord du département, dit le Haut-Var, présente également un intérêt avec ses villages perchés dans les collines, les sites majestueux des gorges du Verdon et du lac de Sainte-Croix, ou bien le lac de Saint-Cassien. Le département comprend plusieurs villes disposant d'un patrimoine architectural et historique remarquable : Fréjus, Draguignan, notamment.

### Les résidences secondaires
Selon le recensement général de la population du 1er janvier 2008, 26,5 % des logements disponibles dans le département étaient des résidences secondaires.
Ce tableau indique les principales communes du Var dont les résidences secondaires et occasionnelles dépassent 10 % des logements totaux en 2008 :
| Commune                 | Population SDC | Nombre de logements | Résidences secondaires | % résidences secondaires |
| ----------------------- | -------------- | ------------------- | ---------------------- | ------------------------ |
| Ramatuelle              | 2 298          | 4 390               | 3 292                  | 74,99 %                  |
| Grimaud                 | 4 272          | 7 689               | 5 685                  | 73,93 %                  |
| La Croix-Valmer         | 3 273          | 5 805               | 4 262                  | 73,42 %                  |
| Le Lavandou             | 5 778          | 11 117              | 8 087                  | 72,74 %                  |
| Rayol-Canadel-sur-Mer   | 630            | 1 321               | 948                    | 71,73 %                  |
| Cavalaire-sur-Mer       | 6 667          | 11 049              | 7 725                  | 69,92 %                  |
| Gassin                  | 2 884          | 3 832               | 2 489                  | 64,95 %                  |
| Bormes-les-Mimosas      | 7 255          | 9 788               | 6 141                  | 62,74 %                  |
| Bauduen                 | 317            | 433                 | 264                    | 61,08 %                  |
| Sainte-Maxime           | 13 652         | 16 075              | 9 317                  | 57,96 %                  |
| Saint-Tropez            | 5 275          | 6 622               | 3 742                  | 56,50 %                  |
| Bandol                  | 8 769          | 11 084              | 6 219                  | 56,11 %                  |
| Roquebrune-sur-Argens   | 11 262         | 11 978              | 6 642                  | 55,45 %                  |
| Tourtour                | 550            | 704                 | 385                    | 54,61 %                  |
| La Londe-les-Maures     | 10 028         | 9 003               | 4 537                  | 50,39 %                  |
| Mons                    | 864            | 798                 | 394                    | 49,33 %                  |
| Saint-Mandrier-sur-Mer  | 6 038          | 5 027               | 2 390                  | 47,55 %                  |
| Saint-Raphaël           | 34 006         | 32 603              | 15 073                 | 46,23 %                  |
| La Garde-Freinet        | 1 776          | 1 881               | 839                    | 44,57 %                  |
| Saint-Cyr-sur-Mer       | 11 830         | 9 737               | 4 294                  | 44,10 %                  |
| Montmeyan               | 525            | 469                 | 202                    | 43,11 %                  |
| Claviers                | 633            | 655                 | 279                    | 42,53 %                  |
| Entrecasteaux           | 1 017          | 828                 | 341                    | 41,13 %                  |
| Bargemon                | 1 464          | 1 202               | 472                    | 39,28 %                  |
| Cotignac                | 2 152          | 1 844               | 719                    | 38,99 %                  |
| Sanary-sur-Mer          | 17 068         | 14 576              | 5 539                  | 38,00 %                  |
| Plan-de-la-Tour         | 2 806          | 2 010               | 758                    | 37,71 %                  |
| Régusse                 | 1 979          | 1 547               | 566                    | 36,56 %                  |
| Fréjus                  | 52 687         | 39 061              | 14 204                 | 36,36 %                  |
| Tourrettes              | 2 658          | 1 875               | 669                    | 35,68 %                  |
| Seillans                | 2 555          | 1 870               | 659                    | 35,25 %                  |
| Le Castellet            | 4 255          | 3 026               | 1 028                  | 33,99 %                  |
| Bagnols-en-Forêt        | 2 283          | 1 651               | 551                    | 33,37 %                  |
| Ampus                   | 871            | 695                 | 228                    | 32,87 %                  |
| La Verdière             | 1 425          | 1 040               | 339                    | 32,55 %                  |
| Villecroze              | 1 105          | 794                 | 258                    | 32,46 %                  |
| Cogolin                 | 11 104         | 7 756               | 2 432                  | 31,36 %                  |
| Aups                    | 2 065          | 1 606               | 497                    | 30,95 %                  |
| Six-Fours-les-Plages    | 34 803         | 24 556              | 7 370                  | 30,01 %                  |
| Saint-Julien            | 1 864          | 1 235               | 369                    | 29,91 %                  |
| Fayence                 | 4 895          | 3 240               | 964                    | 29,74 %                  |
| Callas                  | 1 776          | 1 161               | 327                    | 28,20 %                  |
| Puget-sur-Argens        | 6 857          | 4 161               | 1 115                  | 26,79 %                  |
| La Motte                | 2 900          | 1 705               | 443                    | 25,96 %                  |
| Le Thoronet             | 2 138          | 1 285               | 326                    | 25,37 %                  |
| Signes                  | 2 886          | 1 527               | 386                    | 25,27 %                  |
| Collobrières            | 1 796          | 1 201               | 297                    | 24,77 %                  |
| Saint-Paul-en-Forêt     | 1 557          | 865                 | 212                    | 24,57 %                  |
| Carqueiranne            | 9 779          | 6 363               | 1 559                  | 24,50 %                  |
| Hyères                  | 55 135         | 35 771              | 8 400                  | 23,48 %                  |
| La Cadière-d'Azur       | 5 264          | 2 865               | 668                    | 23,32 %                  |
| Lorgues                 | 8 909          | 5 351               | 1 224                  | 22,88 %                  |
| Le Muy                  | 8 900          | 5 031               | 1 119                  | 22,24 %                  |
| Bras                    | 2 281          | 1 331               | 280                    | 21,01 %                  |
| Montauroux              | 5 350          | 2 914               | 610                    | 20,93 %                  |
| Callian                 | 3 049          | 1 703               | 348                    | 20,42 %                  |
| Barjols                 | 3 034          | 1 854               | 362                    | 19,50 %                  |
| Flayosc                 | 4 391          | 2 436               | 446                    | 18,31 %                  |
| Besse-sur-Issole        | 2 793          | 1 464               | 258                    | 17,60 %                  |
| Nans-les-Pins           | 4 099          | 1 843               | 319                    | 17,31 %                  |
| Tourves                 | 4 806          | 2 460               | 418                    | 17,00 %                  |
| Les Adrets-de-l'Estérel | 2 683          | 1 298               | 219                    | 16,85 %                  |
| Figanières              | 2 523          | 1 249               | 200                    | 16,01 %                  |
| Les Arcs                | 6 212          | 3 329               | 516                    | 15,51 %                  |
| Flassans-sur-Issole     | 2 948          | 1 509               | 219                    | 14,49 %                  |
| Le Pradet               | 11 214         | 6 272               | 902                    | 14,37 %                  |
| Vidauban                | 9 750          | 5 054               | 701                    | 13,86 %                  |
| Salernes                | 3 602          | 2 037               | 279                    | 13,71 %                  |
| Rians                   | 4 202          | 2 185               | 297                    | 13,58 %                  |
| Carcès                  | 3 128          | 1 912               | 247                    | 12,94 %                  |
| Le Beausset             | 8 972          | 4 729               | 587                    | 12,42 %                  |
| La Seyne-sur-Mer        | 59 999         | 32 513              | 3 875                  | 11,92 %                  |
| Le Val                  | 3 975          | 2 042               | 233                    | 11,40 %                  |
| Garéoult                | 5 592          | 2 547               | 289                    | 11,35 %                  |

Sources : Source INSEE, chiffres au 01/01/2008.

## Transports

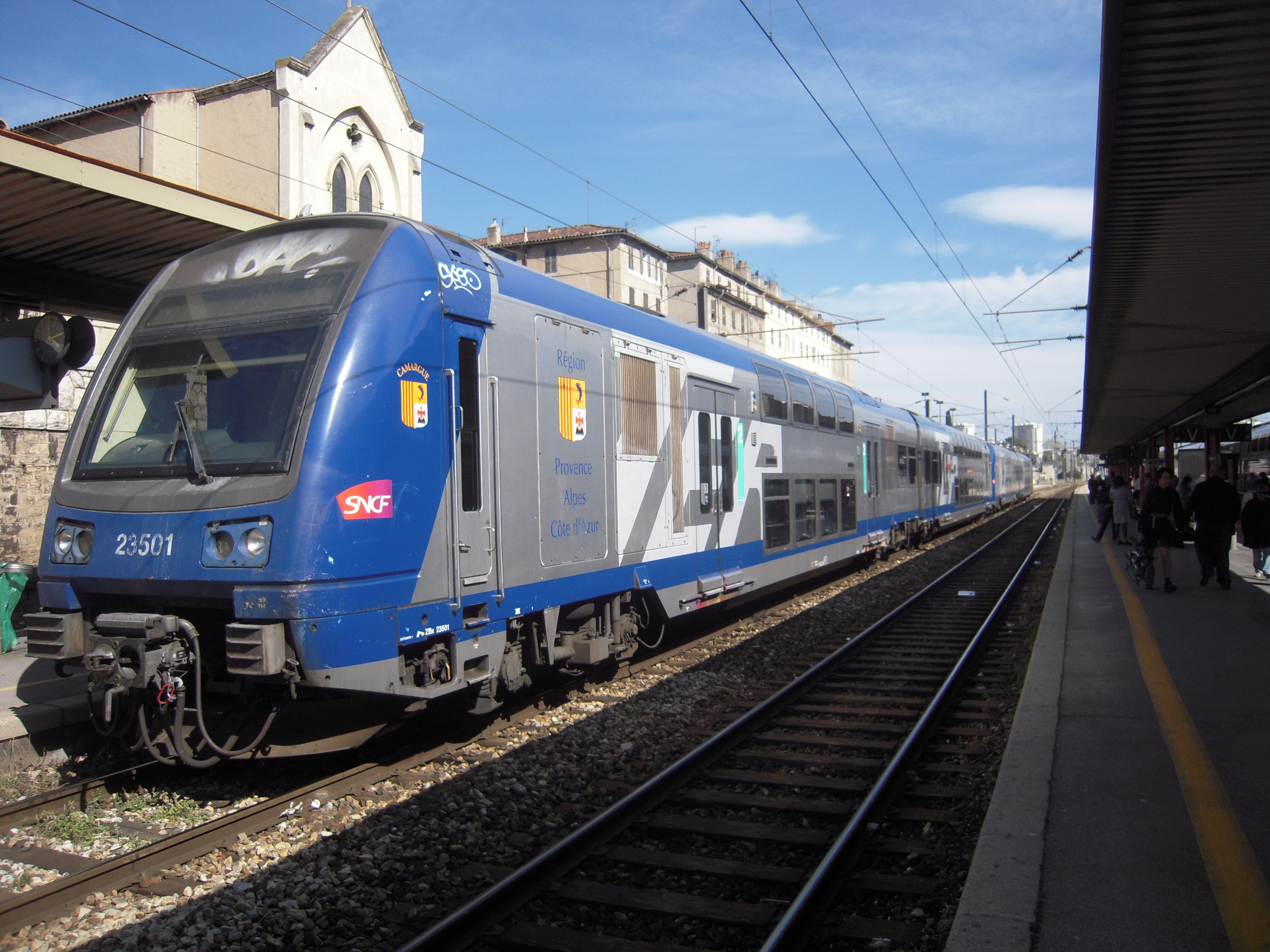
TER PACA en gare de Toulon.

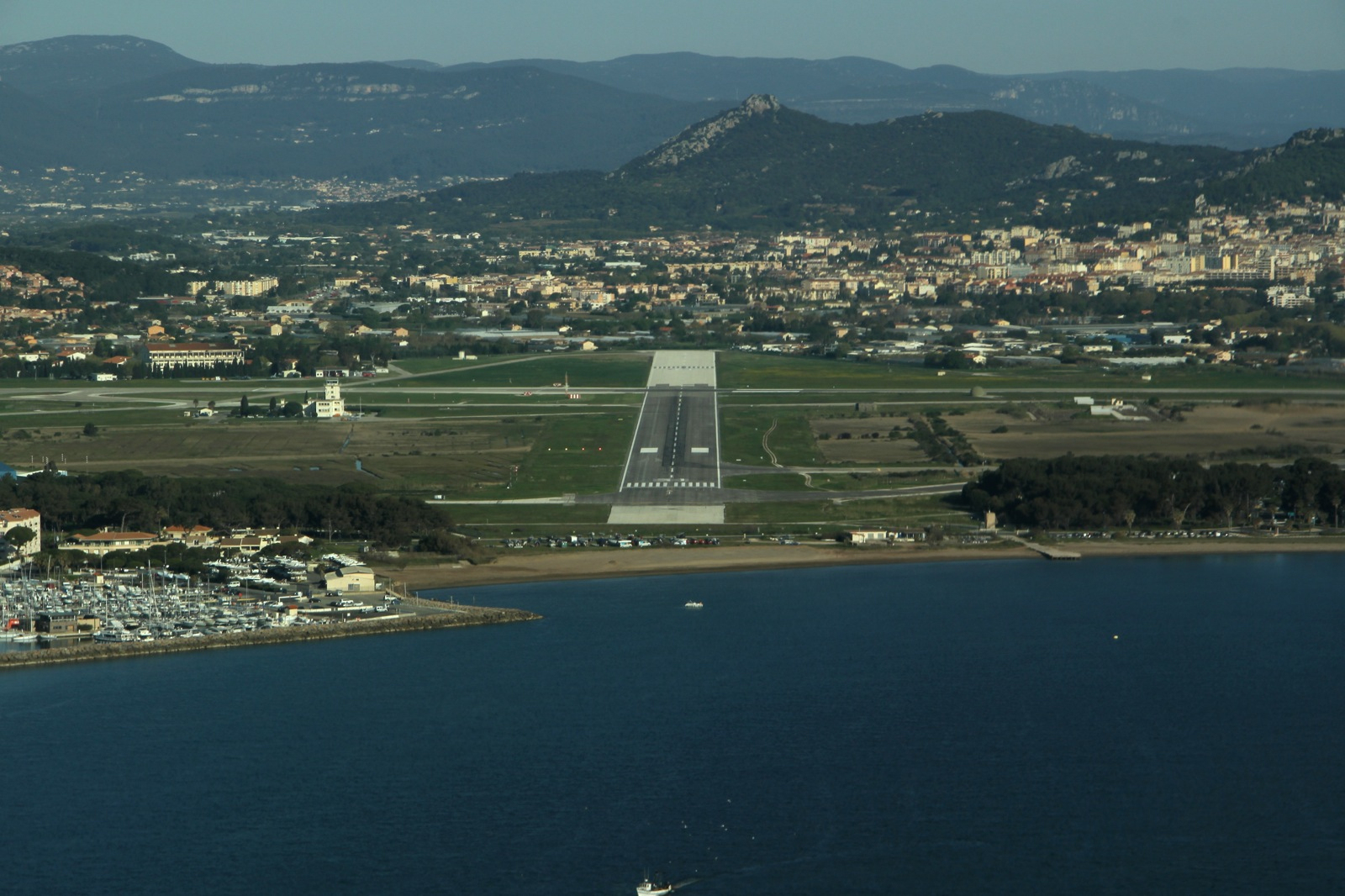
Aéroport de Toulon-Hyères.

### Transports en commun
Le département est desservi par le réseau régional d'autocars Zou !.
Le réseau Mistral est le principal réseau urbain du département, desservant les communes de la métropole Toulon Provence Méditerranée.

### Axes routiers
Le département est desservi par trois autoroutes : l'autoroute A8 (Aix-en-Provence – frontière italienne) qui traverse le centre du département d'est en ouest, l'autoroute A57 qui relie Le Cannet-des-Maures à Toulon et l'autoroute A50 qui relie Toulon à Marseille. Ces trois autoroutes sont gérées par le réseau Escota et Vinci Autoroutes .
Sur une grande partie de son parcours, l'autoroute A8 longe l'ancienne nationale 7, qui reste un axe très emprunté malgré son déclassement.
L'autoroute A570 relie l'A57 à Hyères, cette portion est gratuite (non concédée).
La RD98 (ancienne nationale 98) relie l'agglomération toulonnaise au golfe de Saint-Tropez.

## Politique
- Liste des députés du Var
- Liste des sénateurs du Var

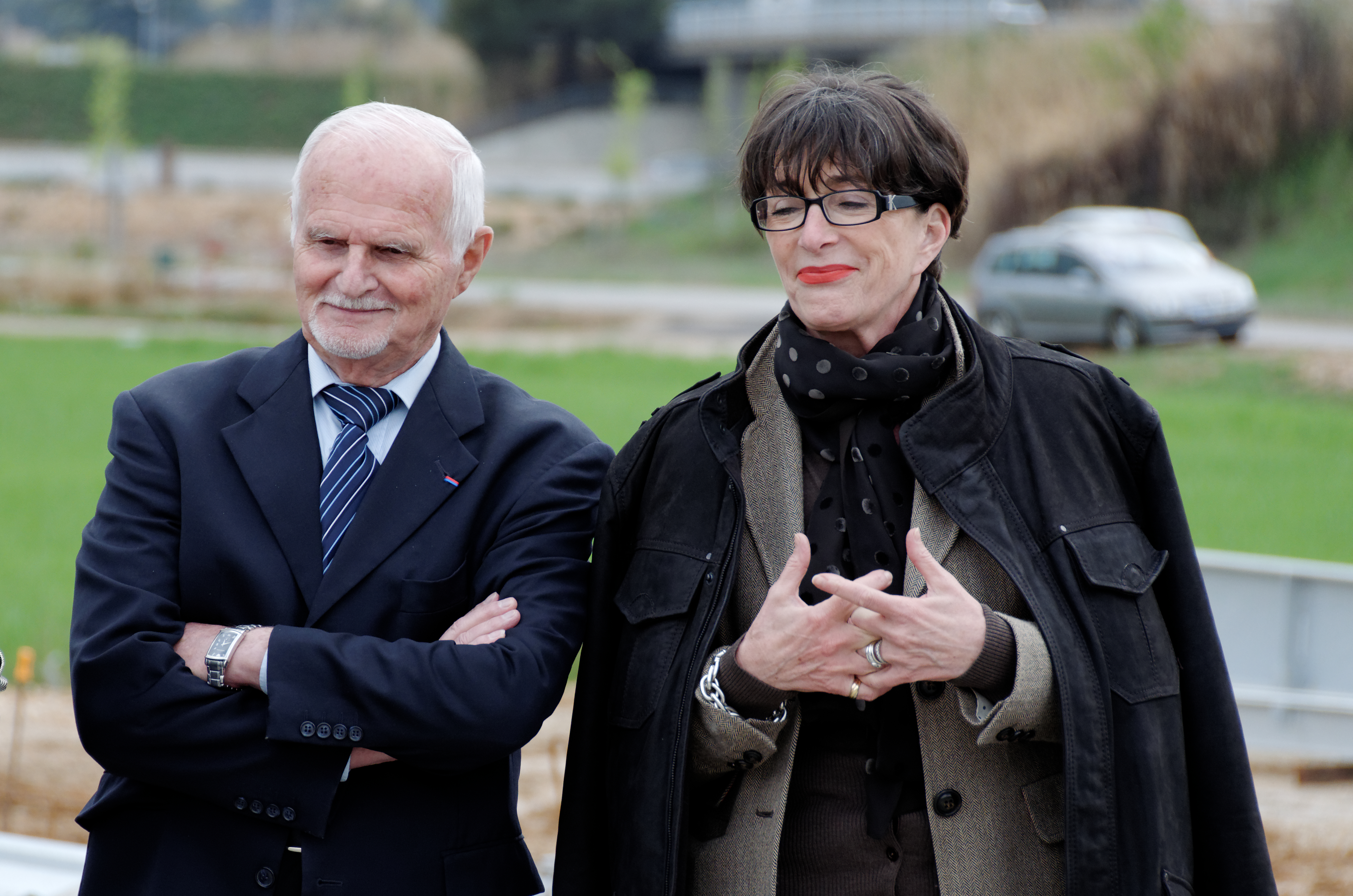
Josette Pons et Horace Lanfranchi.

- Liste des conseillers départementaux du Var
- Répartition politique et administrative des cantons du Var

## Administration
| Période | Période  | Identité          | Étiquette | Qualité                                                   |
| ------- | -------- | ----------------- | --------- | --------------------------------------------------------- |
| 1956    | 1985     | Édouard Soldani   | PS        | Sénateur, maire de Draguignan                             |
| 1985    | 1994     | Maurice Arreckx   | UDF       | Sénateur, maire de Toulon                                 |
| 1994    | 2002     | Hubert Falco      | UMP       | Sénateur, maire de Toulon                                 |
| 2002    | 2015     | Horace Lanfranchi | UMP       | Enseignant, ancien maire de Saint-Maximin-la-Sainte-Baume |
| 2015    | 2022     | Marc Giraud       | LR        | Ancien maire de Carqueiranne                              |
| 2022    | En cours | Jean-Louis Masson | LR        | Maire de La Garde                                         |